# SC Mureșul Târgu Mureș
Sport Club Mureșul Târgu Mureș este un club de handbal feminin din Târgu Mureș, România, care evoluează în Divizia A . Echipa este antrenată de Georgeta Bucin. 
SC Mureșul Târgu Mureș joacă meciurile de pe teren propriu la Sala Sporturilor din Târgu Mureș, cu o capacitate de 2.000 de locuri pe scaune.

## Lotul de jucătoare 2014/15
Conform paginii oficiale a Ligii Profesioniste de Handbal din România, lotul echipe de handbal feminin pentru sezonul 2014-2015 cuprinde:
| Portari - 12 Larisa Comșa - 0 Diana Diaconu - 0 Andreea Petruneac Extreme - 04 Andrea Fogarasi - 08 Andrea Bodor - 11 Ana-Maria Lazăr - 15 Beáta Nagy - 19 Elena Avădanei - 0 Bianca Grigore Pivoți - 06 Andreea Serediuc - 17 Cristina Șunea-Pop | Centri - 09 Sabine Klimek - 10 Alina Moloci Interi - 0 Savica Mrkić - 04 Georgeta Bucin-Ciobanu - 07 Tabitha Rad - 18 Réka Tamás - 0 Orsolya Nagy |

## Banca tehnică și conducerea administrativă
| Nume                  | Naționalitate | Ocupație            |
| --------------------- | ------------- | ------------------- |
| Teodor Dorel Rad      | România       | Președinte          |
| Erzsébet Rad          | România       | Prim-vicepreședinte |
| Cerasela Szidónia Rad | România       | Vicepreședinte      |
| Ovidiu Vlaicu         | România       | Manager general     |
| Bucin Georgeta        | România       | Antrenor principal  |
| Darius Miclea         | România       | Preparator fizic    |